# Joseph Viber
József Viber, auch: Joseph (von) Viber, (* 19. Juli 1795 in Esztergom; † 15. Januar 1866 in Pest) war ein ungarischer römisch-katholischer Geistlicher und Bischof.

## Leben
Joseph Viber war Doctor theologiae, Thronhüter und Prälat Seiner Heiligkeit, Abt von Becsvarad, Probst des Domkapitels des Martinsdom von Preßburg sowie Bürger der Stadt Rom.
Viber empfing am 24. August 1818 die Priesterweihe für das Erzbistum Esztergom. Am 19. Juni 1859 wurde er von Papst Pius IX. zum Titularbischof von Halyensis/Alienus ernannt und zum Weihbischof in Esztergom bestellt. Die Bischofsweihe erteilte ihm János Kardinal Scitovszky, Erzbischof von Esztergom; Mitkonsekratoren waren István Kollárcsik, Bischof von Rožňava, und Štefan Moyses, Bischof von Banská Bystrica. Viber war ernannter Bischof von Posoniensis (Preßburg), einem Suffragan des Primas und Erzbischofs von Strigoniensis.